# Писара
Писара, Пісара (крим. Pisara) — річка в Україні, на Кримському півострові. Ліва притока Качі (басейн Чорного моря).

## Опис
Довжина річки приблизно 4,75 км, найкоротша відстань між витоком і гирлом — 4,37  км, коефіцієнт звивистості річки — 1,09 . Річка формується 3 безіменними струмками.

## Розташування
Бере початок на північно-західній стороні від Ялтинського гірсько-лісового природного заповідника. Тече переважно на північний захід і на північно-східній стороні від гори Кермен впадає у річку Качу.